# Discografia de Nelly Furtado
A discografia de Nelly Furtado, uma cantora luso-canadiana, consiste em seis álbuns de estúdio, dois de vídeo, três extended plays, um de compilação e outro de remisturas. Lançou quarenta e sete singles (incluindo sete promocionais e treze como artista convidada), quarenta e um vídeos musicais e os seus temas vigoraram em bandas sonoras de filmes e séries de televisão. As suas vendas discográficas são avaliadas em mais de dezanove milhões de discos e mais de dezoito registos vendidos mundialmente. A sua carreira musical foi iniciada com o lançamento simultâneo do seu álbum e single de estreia. Whoa, Nelly! marcou a sua entrada nas tabelas musicais mundiais, atingindo mais de seis top 10 nos vários países. Assim como "I'm Like a Bird", a faixa de avanço, que ganhou notoriedade ao vencer um Juno Award na categoria "Single of the Year" e Grammy Award para Best Female Pop Vocal Performance. "Turn Off the Light", "... On the Radio (Remember the Days)" e "Hey, Man!" foram os restantes focos de promoção do primeiro disco da artista. O seu primeiro trabalho vendeu mais de sete milhões de unidades em torno do globo.
Sucedeu-se Folklore, cujo desempenho comercial revelou-se inferior ao seu antecessor, vendendo três milhões de cópias mundialmente. "Powerless (Say What You Want)", "Try", "Explode" e "The Grass Is Green" foram as faixas escolhidas para divulgar o projecto de estúdio, no entanto, foi "Força" que se destacou devido ao ter sido seleccionada como tema do Campeonato Europeu de Futebol de 2004. No verão de 2006, o seu terceiro disco de originais foi lançado a 7 de Junho através da editora discográfica Mosley Music Group, intitulado Loose. Além de ter liderado as tabelas musicais de oito países, tornou-se o trabalho comercialmente mais bem sucedido da carreira de Furtado ao vender mais de dez milhões de unidades no mundo. O single de avanço, "No Hay Igual", falhou entrar nas listas dos mais vendidos de qualquer país. No entanto, "Promiscuous" conseguiu marcar notoriedade ao alcançar a primeira posição na Billboard Hot 100 e Canadian Hot 100. Seguiu-se "Maneater" que foi número um na UK Singles Chart do Reino Unido. "All Good Things (Come to an End)" foi outra das escolhas para promover o álbum, conseguindo chegar ao topo de maior parte dos países europeus, como Alemanha, Dinamarca, Noruega e Polónia. "Say It Right" foi lançado em Outubro de 2006, e liderou na Hot 100 dos Estados Unidos, em França, Nova Zelândia, entre outros, acabando por ser certificado com platina pela Recording Industry Association of America (RIAA). "Te busqué", com a participação do cantor colombiano Juanes, "Do It" e "In God's Hands" também serviram como divulgação do disco, embora com um desempenho mais moderado que os temas anteriores mencionados. Loose Mini DVD e Loose: The Concert foram duas compilações de vídeos e cenas ao vivo durante concertos promocionais a partir do CD original.
Em 2009, Nelly lançou o seu primeiro álbum totalmente em espanhol, Mi Plan. "Manos al aire" serviu como início da promoção do trabalho, liderando na Billboard Latin Songs. Tal feito, tornou a cantora a primeira canadiana a conseguir chegar ao topo da tabela com uma canção totalmente em língua espanhola. "Más" e "Bajo Otra Luz" foram seleccionados como singles também, provocando um desempenho moderado nas tabelas musicais. "Night Is Young" marcou o lançamento da sua primeira compilação de grandes êxitos, The Best of Nelly Furtado, uma década após o início da sua carreira musical. "Big Hoops (Bigger the Better)", "Spirit Indestructible" e "Parking Lot" anteviram The Spirit Indestructible, o seu quinto disco de originais com lançamento a 14 de Setembro de 2012. Mais tarde, a artista lançou o seu sexto álbum de estúdio intitulado The Ride, que foram precedidos pelos singles "Pipe Dreams" e "Cold Hard Truth". Em termos de desempenho, o projecto não conseguiu entrar na Billboard 200 ou na UK Albums Chart, mas entrou em outras paradas genéricas das mesmas empresa. O seu repertório conta com a colaboração de outros artistas na indústria, maioritariamente, com Juanes, Timbaland, Justin Timberlake, James Morrison, Flo Rida, entre outros.

## Álbuns

### Álbuns de estúdio
| Título | Melhor posição nas tabelas musicais | Melhor posição nas tabelas musicais | Melhor posição nas tabelas musicais | Melhor posição nas tabelas musicais | Melhor posição nas tabelas musicais | Melhor posição nas tabelas musicais | Melhor posição nas tabelas musicais | Melhor posição nas tabelas musicais | Melhor posição nas tabelas musicais | Melhor posição nas tabelas musicais | Melhor posição nas tabelas musicais | Vendas                                                   | Certificações |
| Título | ALE                                 | AUS                                 | AUT                                 | CAN                                 | EUA                                 | FRA                                 | NZ                                  | PB                                  | PRT                                 | RU                                  | SUI                                 | Vendas                                                   | Certificações |
| --- | ----------------------------------- | ----------------------------------- | ----------------------------------- | ----------------------------------- | ----------------------------------- | ----------------------------------- | ----------------------------------- | ----------------------------------- | ----------------------------------- | ----------------------------------- | ----------------------------------- | -------------------------------------------------------- | --- |
| Whoa, Nelly! - Lançamento: 24 de Outubro de 2000 - Editora discográfica: DreamWorks - Formato(s): CD, descarga digital                       | 4                                   | 4                                   | 37                                  | 2                                   | 24                                  | 46                                  | 5                                   | 7                                   | —                                   | 2                                   | 6                                   | - : 2,470,000 - : 667 mil - : 9 milhões                  | - BVMI: Ouro - ARIA: 2× Platina - MC: 4× Platina - RIAA: 2× Platina - IFPI: Platina - BPI: Platina - IFPI: Platina                             |
| Folklore - Lançamento: 23 de Novembro de 2003 - Editora discográfica: DreamWorks - Formato(s): CD, descarga digital                          | 4                                   | 82                                  | 10                                  | 18                                  | 38                                  | 122                                 | —                                   | 4                                   | 2                                   | 11                                  | 13                                  | - : 425 mil - : 245 mil - : 3 milhões                    | - MC: Platina - RIAA: Ouro - BPI: Ouro - IFPI: Platina                                                                                         |
| Loose - Lançamento: 7 de Junho de 2006 - Editora discográfica: Geffen, Mosley - Formato(s): CD, descarga digital, vinil                      | 1                                   | 4                                   | 1                                   | 1                                   | 1                                   | 5                                   | 1                                   | 2                                   | 3                                   | 4                                   | 1                                   | - : 1 milhão - : 2 milhões - : 1,1 milhão - : 12 milhões | - BVMI: 5× Platina - ARIA: 2× Platina - ABPD: Ouro - MC: 5× Platina - RIAA: 3× Platina - IFPI: 3× Platina - BPI: 2× Platina - IFPI: 5× Platina |
| Mi Plan - Lançamento: 11 de Setembro de 2009 - Editora discográfica: Nelstar, Universal Latino - Formato(s): CD, descarga digital, vinil     | 5                                   | 6                                   | 6                                   | —                                   | 39                                  | 41                                  | —                                   | 30                                  | —                                   | —                                   | 3                                   | - : 2 milhões                                            | - BVMI: Ouro - RIAA: Platina - IFPI: Ouro |
| The Spirit Indestructible - Lançamento: 14 de Setembro de 2012 - Editora discográfica: Interscope, Mosley - Formato(s): CD, descarga digital | 3                                   | —                                   | 8                                   | 18                                  | 79                                  | —                                   | —                                   | 41                                  | —                                   | 46                                  | 3                                   |                                                          | |
| The Ride - Lançamento: 31 de março de 2017 - Editora discográfica: Nelstar - Formato(s): CD, descarga digital                                | 65                                  | —                                   | —                                   | 76                                  | —                                   | —                                   | —                                   | —                                   | —                                   | —                                   | 41                                  |                                                          | |
| "—" denota um título que não tenha entrado na tabela musical do respectivo país.                                                             |                                     |                                     |                                     |                                     |                                     |                                     |                                     |                                     |                                     |                                     |                                     |                                                          | |

### Álbuns de vídeo
| Título             | Detalhes do álbum                                                                        |
| ------------------ | ---------------------------------------------------------------------------------------- |
| Loose Mini DVD     | - Lançamento: 3 de Agosto de 2007 - Editora discográfica: Universal - Formato(s): DVD    |
| Loose: The Concert | - Lançamento: 19 de Novembro de 2007 - Editora discográfica: Universal - Formato(s): DVD |

### Álbuns de compilação
| Título                    | Detalhes do álbum                                                                                      | Melhor posição nas tabelas musicais | Melhor posição nas tabelas musicais | Melhor posição nas tabelas musicais | Melhor posição nas tabelas musicais | Melhor posição nas tabelas musicais | Melhor posição nas tabelas musicais |
| Título                    | Detalhes do álbum                                                                                      | ALE                                 | AUT                                 | IRL                                 | PB                                  | RU                                  | SUI                                 |
| ------------------------- | --- | ----------------------------------- | ----------------------------------- | ----------------------------------- | ----------------------------------- | ----------------------------------- | ----------------------------------- |
| The Best of Nelly Furtado | - Lançamento: 12 de Novembro de 2010 - Editora discográfica: Geffen - Formato(s): CD, descarga digital | 20                                  | 34                                  | 31                                  | 90                                  | 53                                  | 29                                  |

### Álbuns de remisturas
| Título          | Detalhes do álbum                                                                                     |
| --------------- | --- |
| Mi Plan Remixes | - Lançamento: 25 de Outubro de 2010 - Editora discográfica: Geffen - Formato(s): CD, descarga digital |

### EP
| Título                          | Detalhes do álbum                                                                                             |
| ------------------------------- | --- |
| Sessions@AOL                    | - Lançamento: 6 de Abril de 2004 - Editora discográfica: DreamWorks, Universal - Formato(s): Descarga digital |
| Live Session (iTunes Exclusive) | - Lançamento: 26 de Setembro de 2006 - Editora discográfica: Geffen - Formato(s): Descarga digital            |
| Edicion Limitada en Español     | - Lançamento: 3 de Junho de 2008 - Editora discográfica: Mosley, Geffen - Formato(s): Descarga digital        |

## Singles

### Como artista principal
| Ano                                                                              | Título                                | Melhor posição nas tabelas musicais | Melhor posição nas tabelas musicais | Melhor posição nas tabelas musicais | Melhor posição nas tabelas musicais | Melhor posição nas tabelas musicais | Melhor posição nas tabelas musicais | Melhor posição nas tabelas musicais | Melhor posição nas tabelas musicais | Melhor posição nas tabelas musicais | Melhor posição nas tabelas musicais | Certificação                                                                                  | Álbum                     |
| Ano                                                                              | Título                                | ALE                                 | AUS                                 | AUT                                 | CAN                                 | EUA                                 | FRA                                 | NZ                                  | PB                                  | RU                                  | SUI                                 | Certificação                                                                                  | Álbum                     |
| -------------------------------------------------------------------------------- | ------------------------------------- | ----------------------------------- | ----------------------------------- | ----------------------------------- | ----------------------------------- | ----------------------------------- | ----------------------------------- | ----------------------------------- | ----------------------------------- | ----------------------------------- | ----------------------------------- | --------------------------------------------------------------------------------------------- | ------------------------- |
| 2000                                                                             | "I'm Like a Bird"                     | 41                                  | 2                                   | 41                                  | —                                   | 9                                   | 33                                  | 2                                   | 4                                   | 5                                   | 17                                  | - ARIA: 2× Platina - BPI: Prata                                                               | Whoa, Nelly!              |
| 2001                                                                             | "Turn Off the Light"                  | 31                                  | 7                                   | 22                                  | 7                                   | 5                                   | 46                                  | 1                                   | 7                                   | 4                                   | 2                                   | - ARIA: Platina - IFPI: Platina                                                               | Whoa, Nelly!              |
| 2001                                                                             | "...On the Radio (Remember the Days)" | 67                                  | 53                                  | 48                                  | —                                   | —                                   | —                                   | 5                                   | 7                                   | 18                                  | 43                                  |                                                                                               | Whoa, Nelly!              |
| 2002                                                                             | "Hey, Man!"                           | 49                                  | —                                   | —                                   | —                                   | —                                   | —                                   | —                                   | 87                                  | —                                   | —                                   |                                                                                               | Whoa, Nelly!              |
| 2003                                                                             | "Powerless (Say What You Want)"       | 8                                   | 37                                  | 7                                   | —                                   | —                                   | —                                   | 16                                  | 5                                   | 13                                  | 16                                  |                                                                                               | Folklore                  |
| 2004                                                                             | "Try"                                 | 8                                   | 37                                  | 7                                   | —                                   | —                                   | —                                   | 16                                  | 5                                   | 13                                  | 16                                  |                                                                                               | Folklore                  |
| 2004                                                                             | "Força"                               | 31                                  | 61                                  | 26                                  | —                                   | —                                   | —                                   | —                                   | 10                                  | 15                                  | 22                                  |                                                                                               | Folklore                  |
| 2004                                                                             | "Explode"                             | 34                                  | —                                   | 54                                  | —                                   | —                                   | —                                   | —                                   | 13                                  | —                                   | 38                                  |                                                                                               | Folklore                  |
| 2005                                                                             | "The Grass Is Green"                  | 65                                  | —                                   | —                                   | —                                   | —                                   | —                                   | —                                   | —                                   | —                                   | —                                   |                                                                                               | Folklore                  |
| 2006                                                                             | "No Hay Igual" (com Calle 13)         | —                                   | —                                   | —                                   | —                                   | —                                   | —                                   | —                                   | —                                   | —                                   | —                                   |                                                                                               | Loose                     |
| 2006                                                                             | "Promiscuous" (com Timbaland)         | 6                                   | 2                                   | 12                                  | —                                   | 1                                   | 15                                  | 1                                   | 9                                   | 3                                   | 6                                   | - ARIA: Platina - MC: 3× Platina - RIAA: 2× Platina - IFPI: Platina - IFPI: Platina           | Loose                     |
| 2006                                                                             | "Maneater"                            | 4                                   | 3                                   | 3                                   | —                                   | 16                                  | 14                                  | 2                                   | 10                                  | 1                                   | 3                                   | - ARIA: Ouro - IFPI: Platina - IFPI: Ouro                                                     | Loose                     |
| 2006                                                                             | "Te busqué" (com Juanes)              | 16                                  | —                                   | 25                                  | —                                   | —                                   | —                                   | —                                   | 4                                   | —                                   | —                                   |                                                                                               | Loose                     |
| 2006                                                                             | "Say It Right"                        | 2                                   | 2                                   | 2                                   | 5                                   | 1                                   | 1                                   | 1                                   | 2                                   | 10                                  | 1                                   | - BVMI: Platina - ARIA: Platina - MC: 4× Platina - RIAA: 2× Platina - IFPI: Ouro - IFPI: Ouro | Loose                     |
| 2006                                                                             | "All Good Things (Come to an End)"    | 1                                   | 12                                  | 1                                   | 5                                   | 86                                  | 6                                   | 12                                  | 1                                   | 4                                   | 1                                   | - IFPI: Platina - IFPI: Ouro                                                                  | Loose                     |
| 2007                                                                             | "Do It"                               | 22                                  | 53                                  | 45                                  | 11                                  | 88                                  | —                                   | 17                                  | 16                                  | 75                                  | 30                                  |                                                                                               | Loose                     |
| 2007                                                                             | "In God's Hands"                      | 33                                  | —                                   | 53                                  | 11                                  | —                                   | —                                   | —                                   | 15                                  | —                                   | 116                                 |                                                                                               | Loose                     |
| 2009                                                                             | "Manos al aire"                       | 2                                   | —                                   | 5                                   | —                                   | —                                   | —                                   | —                                   | 48                                  | —                                   | 6                                   |                                                                                               | Mi Plan                   |
| 2009                                                                             | "Más"                                 | —                                   | —                                   | —                                   | —                                   | —                                   | —                                   | —                                   | —                                   | —                                   | —                                   |                                                                                               | Mi Plan                   |
| 2010                                                                             | "Bajo Otra Luz" (com Mala Rodríguez)  | —                                   | —                                   | —                                   | —                                   | —                                   | —                                   | —                                   | —                                   | —                                   | —                                   |                                                                                               | Mi Plan                   |
| 2010                                                                             | "Night Is Young"                      | —                                   | —                                   | 69                                  | 20                                  | —                                   | —                                   | —                                   | 33                                  | —                                   | —                                   |                                                                                               | The Best of Nelly Furtado |
| 2012                                                                             | "Big Hoops (Bigger the Better)"       | 41                                  | —                                   | —                                   | 28                                  | —                                   | —                                   | —                                   | 26                                  | 14                                  | —                                   | - MC: Ouro                                                                                    | The Spirit Indestructible |
| 2012                                                                             | "Spirit Indestructible"               | 23                                  | —                                   | 41                                  | —                                   | —                                   | —                                   | —                                   | —                                   | —                                   | 32                                  |                                                                                               | The Spirit Indestructible |
| 2012                                                                             | "Parking Lot"                         | —                                   | —                                   | —                                   | —                                   | —                                   | —                                   | —                                   | —                                   | —                                   | —                                   |                                                                                               | The Spirit Indestructible |
| 2012                                                                             | "Waiting for the Night"               | 26                                  | —                                   | 73                                  | 97                                  | —                                   | —                                   | —                                   | —                                   | —                                   | 29                                  |                                                                                               | The Spirit Indestructible |
| 2017                                                                             | "Pipe Dreams"                         | —                                   | —                                   | —                                   | —                                   | —                                   | —                                   | —                                   | —                                   | —                                   | —                                   |                                                                                               | The Ride                  |
| 2017                                                                             | "Cold Hard Truth"                     | —                                   | —                                   | —                                   | —                                   | —                                   | —                                   | —                                   | —                                   | —                                   | —                                   |                                                                                               | The Ride                  |
| "—" denota um título que não tenha entrado na tabela musical do respectivo país. |                                       |                                     |                                     |                                     |                                     |                                     |                                     |                                     |                                     |                                     |                                     |                                                                                               |                           |

### Como artista convidada
| Ano                                                                              | Título                                                               | Melhor posição nas tabelas musicais | Melhor posição nas tabelas musicais | Melhor posição nas tabelas musicais | Melhor posição nas tabelas musicais | Melhor posição nas tabelas musicais | Melhor posição nas tabelas musicais | Melhor posição nas tabelas musicais | Melhor posição nas tabelas musicais | Melhor posição nas tabelas musicais | Melhor posição nas tabelas musicais | Melhor posição nas tabelas musicais | Álbum                                                   |
| Ano                                                                              | Título                                                               | ALE                                 | AUS                                 | AUT                                 | CAN                                 | EUA                                 | FRA                                 | NZ                                  | PB                                  | RU                                  | SUE                                 | SUI                                 | Álbum                                                   |
| -------------------------------------------------------------------------------- | -------------------------------------------------------------------- | ----------------------------------- | ----------------------------------- | ----------------------------------- | ----------------------------------- | ----------------------------------- | ----------------------------------- | ----------------------------------- | ----------------------------------- | ----------------------------------- | ----------------------------------- | ----------------------------------- | ------------------------------------------------------- |
| 2001                                                                             | "What's Going On" (com Artistas Contra AIDS no Mundo)                | 36                                  | —                                   | 51                                  | —                                   | 27                                  | 55                                  | 18                                  | 26                                  | 19                                  | 16                                  | 6                                   | Single de caridade                                      |
| 2002                                                                             | "Breathe" (Swollen Members com Nelly Furtado)                        | —                                   | —                                   | —                                   | —                                   | —                                   | —                                   | —                                   | —                                   | —                                   | —                                   | —                                   | Monsters in the Closet                                  |
| 2003                                                                             | "Fotografía" (Juanes com Nelly Furtado)                              | —                                   | —                                   | —                                   | —                                   | —                                   | —                                   | —                                   | —                                   | —                                   | —                                   | —                                   | Un Día Normal                                           |
| 2007                                                                             | "Give It to Me" (Timbaland com Nelly Furtado & Justin Timberlake)    | 3                                   | 16                                  | 3                                   | 1                                   | 1                                   | 7                                   | 2                                   | 7                                   | 1                                   | 21                                  | 6                                   | Shock Value                                             |
| 2008                                                                             | "Win or Lose" (Zero Assoluto com Nelly Furtado)                      | 64                                  | —                                   | —                                   | —                                   | —                                   | 31                                  | —                                   | —                                   | —                                   | —                                   | —                                   | Single sem álbum                                        |
| 2008                                                                             | "Broken Strings" (James Morrison com Nelly Furtado)                  | 1                                   | —                                   | 2                                   | 41                                  | —                                   | 6                                   | 10                                  | 5                                   | 2                                   | 1                                   | 1                                   | Songs for You, Truths for Me                            |
| 2009                                                                             | "Jump" (Flo Rida com Nelly Furtado)                                  | 27                                  | 18                                  | 34                                  | 32                                  | 54                                  | —                                   | 33                                  | —                                   | 21                                  | —                                   | —                                   | R.O.O.T.S.                                              |
| 2009                                                                             | "I Wish I Knew Natalie Portman" (k-os com Saukrates & Nelly Furtado) | —                                   | —                                   | —                                   | —                                   | —                                   | —                                   | —                                   | —                                   | —                                   | —                                   | —                                   | Yes!                                                    |
| 2009                                                                             | "Morning After Dark" (Timbaland com Nelly Furtado & SoShy)           | 6                                   | 19                                  | 12                                  | 8                                   | 61                                  | 13                                  | —                                   | 21                                  | 6                                   | 20                                  | 6                                   | Shock Value II                                          |
| 2010                                                                             | "Who Wants to Be Alone" (Tiësto com Nelly Furtado)                   | —                                   | —                                   | —                                   | —                                   | —                                   | —                                   | —                                   | 17                                  | 91                                  | —                                   | —                                   | Kaleidoscope                                            |
| 2010                                                                             | "Wavin' Flag" (com Young Artists for Haiti)                          | —                                   | —                                   | —                                   | 1                                   | —                                   | —                                   | —                                   | —                                   | 104                                 | —                                   | —                                   | Single de caridade                                      |
| 2010                                                                             | "Hot N' Fun" (N.E.R.D. com Nelly Furtado)                            | —                                   | —                                   | —                                   | 98                                  | —                                   | —                                   | —                                   | 88                                  | 49                                  | —                                   | —                                   | Nothing                                                 |
| 2012                                                                             | "Is Anybody Out There?" (K'naan com Nelly Furtado)                   | 11                                  | —                                   | 7                                   | 14                                  | 92                                  | —                                   | 1                                   | 15                                  | —                                   | —                                   | 20                                  | More Beautiful Than Silence & Country, God, or the Girl |
| "—" denota um título que não tenha entrado na tabela musical do respectivo país. |                                                                      |                                     |                                     |                                     |                                     |                                     |                                     |                                     |                                     |                                     |                                     |                                     |                                                         |

### Promocionais
| Ano  | Título                            | Álbum                     |
| ---- | --------------------------------- | ------------------------- |
| 2000 | "Party's Just Begun (Again)"      | Whoa, Nelly!              |
| 2002 | "Trynna Finda Way"                | Whoa, Nelly!              |
| 2007 | "Lo bueno siempre tiene un final" | Loose (e edição de verão) |
| 2008 | "Somebody to Love"                | Loose (e edição de verão) |
| 2009 | "Mi Plan" (com Alex Cuba)         | Mi Plan                   |
| 2009 | "Silencio" (com Josh Groban)      | Mi Plan                   |
| 2010 | "Fuerte" (com Concha Buika)       | Mi Plan Remixes           |

## Outras aparências
Nas seguintes canções, a cantora contribui com os seus vocais creditados em álbuns de outros artistas, sem lançamentos por parte da própria.
| Ano  | Título                                                                | Álbum                                                          |
| ---- | --------------------------------------------------------------------- | -------------------------------------------------------------- |
| 2001 | "Get Ur Freak On (Remix)" (Missy Elliott com Nelly Furtado)           | Lara Croft: Tomb Raider                                        |
| 2001 | "Instant Karma!" (Dave Stewart com Nelly Furtado)                     | Come Together: A Night for John Lennon's Words and Music       |
| 2002 | "The Harder They Come" (Paul Oakenfold com Nelly Furtado)             | Bunkka                                                         |
| 2002 | "Fine Line" (Jarvis Church com Nelly Furtado)                         | Shake It Off                                                   |
| 2002 | "Thin Line" (Jurassic 5 com Nelly Furtado)                            | Power in Numbers                                               |
| 2002 | "Sacrifice" (The Roots com Nelly Furtado)                             | Phrenology                                                     |
| 2002 | "Ching Ching" (Ms. Jade com Timbaland & Nelly Furtado)                | Girl Interrupted                                               |
| 2005 | "Friendamine" (Jelleestone com Nelly Furtado)                         | The Hood is Here                                               |
| 2005 | "Quando, quando, quando" (Michael Bublé com Nelly Furtado)            | It's Time                                                      |
| 2007 | "Slippery Sidewalks"/"Baldosas mojadas" (Bajofondo com Nelly Furtado) | Mar Dulce                                                      |
| 2007 | "Toma de mí" (Jennifer Lopez)                                         | El Cantante                                                    |
| 2008 | "Sexy Movimiento (Remix)" (Wisin y Yandel com Nelly Furtado)          | Los Extraterrestres: Otra Dimensión                            |
| 2010 | "Bang the Drum" (Bryan Adams & Nelly Furtado)                         | Sounds of Vancouver 2010: Opening Ceremony Commemorative Album |
| 2010 | "Where It Begins" (Ivete Sangalo com Nelly Furtado)                   | Multishow ao Vivo: Ivete Sangalo no Madison Square Garden      |
| 2010 | "Time Stand Still"                                                    | Score: A Hockey Musical                                        |
| 2011 | "Mama Knows" (Game com Nelly Furtado)                                 | The R.E.D. Album                                               |
| 2011 | "The Seeker"                                                          | The Year Dolly Parton Was My Mom                               |
| 2013 | "Corcovado" (Andrea Bocelli com Nelly Furtado)                        | Passione                                                       |

## Vídeos musicais
| Ano  | Título                                                                           | Director                                   |
| ---- | -------------------------------------------------------------------------------- | ------------------------------------------ |
| 2000 | "I'm Like a Bird"                                                                | Francis Lawrence                           |
| 2001 | "Turn Off the Light"                                                             | Sophie Muller                              |
| 2001 | "... On the Radio (Remember the Days)"                                           | Hype Williams                              |
| 2001 | "What's Going On" (com Artistas Contra AIDS no Mundo)                            | Jake Scott                                 |
| 2002 | "Hey, Man!"                                                                      | Vários                                     |
| 2002 | "Breathe" (Swollen Members com Nelly Furtado)                                    | Todd MacFarlane                            |
| 2002 | "Ching Ching" (Ms. Jade com Timbaland & Nelly Furtado)                           | Mark Classon                               |
| 2003 | "Powerless (Say What You Want)"                                                  | Bryan Barber                               |
| 2003 | "Fotografía" (Juanes com Nelly Furtado)                                          | Picky Talarico                             |
| 2004 | "Try"                                                                            | Sophie Muller                              |
| 2004 | "Força"                                                                          | Ulf Buddensiek                             |
| 2004 | "Explode"                                                                        | Nelly Furtado                              |
| 2006 | "Promiscuous" (com Timbaland)                                                    | Little X                                   |
| 2006 | "Maneater"                                                                       | Anthony Mandler                            |
| 2006 | "No hay igual"                                                                   | Israel Lugo, Gabriel Coss                  |
| 2006 | "Say It Right"                                                                   | Rankin & Chris                             |
| 2007 | "All Good Things (Come to an End)"                                               | Israel Lugo, Gabriel Coss                  |
| 2007 | "Give It to Me" (Timbaland com Nelly Furtado & Justin Timberlake)                | Paul "Coy" Allen                           |
| 2007 | "In God's Hands"/"En las manos de Dios"                                          | Jesse Dylan                                |
| 2007 | "Do It"                                                                          | Aaron A., Nelly Furtado                    |
| 2008 | "Win or Lose" (Zero Assoluto com Nelly Furtado)                                  | Cosimo Alemà                               |
| 2008 | "Broken Strings" (James Morrison com Nelly Furtado)                              | Micah Meisner                              |
| 2009 | "Manos al aire"                                                                  | Little X                                   |
| 2009 | "Jump" (Flo Rida com Nelly Furtado)                                              | Chris Robinson                             |
| 2009 | "Morning After Dark" (Timbaland com Nelly Furtado & SoShy)                       | Paul "Coy" Allen, Timbaland                |
| 2009 | "Más"                                                                            | Little X                                   |
| 2009 | "I Wish I Knew Natalie Portman"/"Robot Kid" (K-os com Saukrates & Nelly Furtado) | Little X                                   |
| 2010 | "Bajo otra luz"                                                                  | Aaron A., Su Montes, Nelly Furtado         |
| 2010 | "Fuerte"                                                                         | Richard Bernardin, Robacho Buika, Aaron A. |
| 2010 | "Hot N' Fun" (N.E.R.D. com Nelly Furtado)                                        | Jonas Åkerlund                             |
| 2010 | "Night Is Young"                                                                 | Alan Ferguson                              |
| 2012 | "Is Anybody Out There?" (K'naan com Nelly Furtado)                               | Chris Robinson                             |
| 2012 | "Big Hoops (Bigger the Better)"                                                  | Little X                                   |
| 2012 | "Big Hoops (Bigger the Better)" (Home Made Version)                              | Aaron A.                                   |
| 2012 | "Spirit Indestructible"                                                          | Aaron A.                                   |
| 2012 | "Parking Lot"                                                                    | Ray Kay                                    |
| 2013 | "Waiting for the Night"                                                          | The Seed Collective                        |
| 2013 | "Bucket List"                                                                    | Aron A., Joachim Johnson                   |
| 2016 | "Pipe Dreams"                                                                    | Jake Elliott                               |